# Уимблдон (футбольный клуб, 1889)
«Уимблдо́н» — английский футбольный клуб из Лондона. Образован в 1889 году. Наивысшим достижением клуба является победа в Кубке Англии 1988 года. Выступал в премьер-лиге Англии (ранее 1 дивизион) с 1986 по 2000 годы.
В 2002 было объявлено о переезде в город Милтон-Кинс, и клуб вскоре стал называться «Милтон-Кинс Донс», сменив также цвета и эмблему. «МК Донс» ныне выступает в третьем дивизионе.
В 2002 году болельщики «Уимблдона», не согласные с переездом, сформировали в том же Южном Лондоне АФК «Уимблдон», который считают продолжателем «Уимблдона», взяв атрибуты старого клуба (название, сине-жёлтые цвета, эмблему с двуглавым орлом).
АФК «Уимблдон» за эти годы проделал путь из 9 дивизиона в Футбольную лигу (3-й дивизион).

## История

### Основание клуба и любительский период

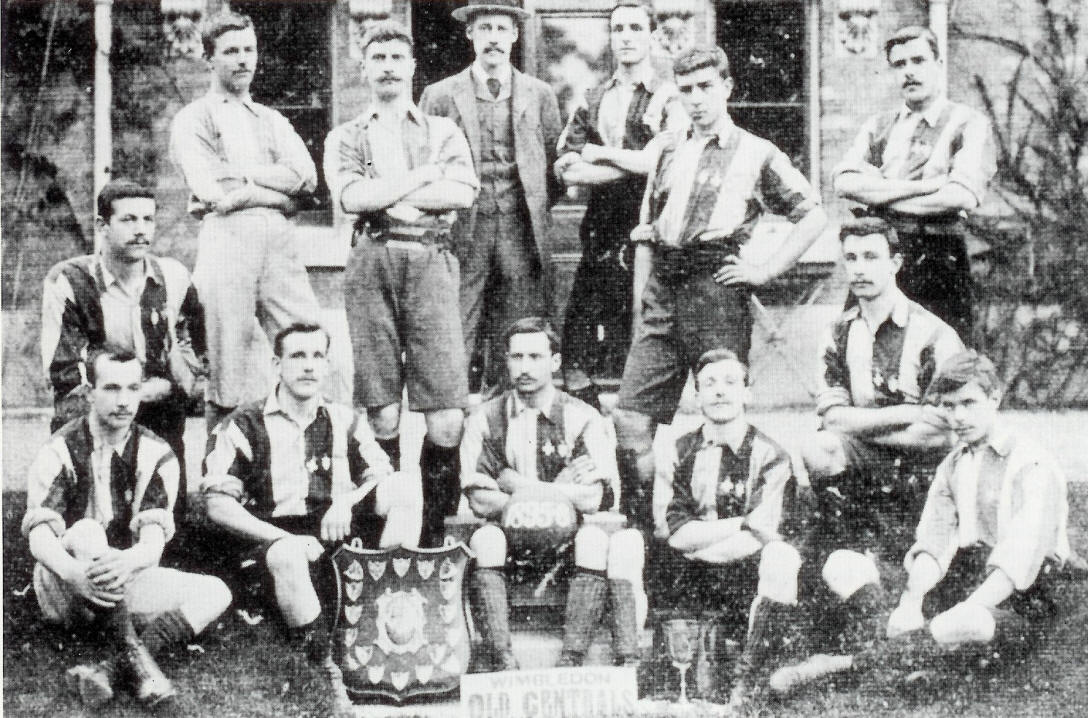
«Уимблдон Олд Централ» 1895—1896

Клуб был основан в 1889 году под названием «Уимблдон Олд Централ» в честь Старой Центральной Школы в лондонском пригороде Уимблдоне, в которой учились игроки. Первым матчем в истории клуба стала игра с «Вестминстером» (1:0). Уже через несколько лет «Уимблдон» выиграл Клепхэм Лигу, а в 1896—1897 годах «Донс» стали чемпионами Геральд Лиги. «Уимблдон» вновь победил в Клепхэм Лиге в сезоне 1900—1901 годов, прибавив к титулу два кубка. На встрече, проведённой 1 мая 1905 года, было решено убрать приставку Олд Централ из названия клуба. «Уимблдон» завоевал в 1906 году South London Charity Cup, однако в 1910—1912 годах чрезмерные долги не позволяли команде участвовать в турнирах.
«Донс» удалось стартовать через два года под именем «Уимблдон Боро», однако приставка Боро была удалена менее чем через год. Клуб базировался в микрорайоне Уимблдон Коммон и играл на различных местных стадионах до 1912 года, когда получил свой «дом» на много десятилетий вперёд. Им стал легендарный Плау Лейн, построенный буквально на болотной грязи. «Уимблдон» присоединился к Афинской Лиге в 1919 году, а через два года перешёл в Истмийскую Лигу.
1930-е годы были расцветом в любительской истории клуба. «Уимблдон» четырежды оказывался на вершине таблицы и выходил в финал Любительского Кубка Англии. Посещаемость «Плау Лэйн» редко опускалась ниже 10 тысяч, достигнув однажды 18.
После Второй мировой войны клуб вновь вышел в финал Любительского Кубка (1946/1947) и дважды становился вторым в Лиге в следующие несколько лет. В сезоне 1958/59 годовов «Уимблдон» пятый раз в истории завоевал титул Истминской Лиги, а с 1961 по 1964 годы трижды подряд становился чемпионом. В это же время в 1963 году игрокам «Уимблдона» впервые в истории удалось выиграть Любительский Кубок Англии (в финале четыре гола забил Энди Рейнольдс, все — головой). За этими успехами последовало решение перейти в профессионалы и присоединиться к Южной Лиге, где «Донс» сразу же пробились из 1-го дивизиона в высший.
ФК «Уимблдон» произвёл фурор в розыгрыше Кубка Англии 1974/75 годов: начав соревнования с первого квалификационного раунда, «Донс» последовательно выбили «Брэкнелл Таун», «Мейденхед Юнайтед», «Уокингем Таун», «Гилфорд и Доркинг Юнайтед», «Бат Сити» и «Кеттеринг Таун», добравшись до третьего круга. Они стали первым клубом, не входящим в профессиональную лигу, которому удалось одолеть команду из первого дивизиона (ныне Премьер-лига), играя при этом в гостях. Жертвой «Донс» стал «Бёрнли» на своём стадионе «Тёрф Мур». В четвёртом раунде «Уимблдон» добился нулевой ничьей на знаменитом «Элланд Роуд» в матче с чемпионом Англии «Лидсом». Легендарный голкипер «Донс» Дикки Гай, который, кстати, позже стал президентом АФК «Уимблдон», отразил пенальти от Питера Лоримера. Переигровка, прошедшая на «Селхерст Парк» в присутствии 40 тысяч зрителей, завершилась победой более мастеровитого «Лидса» с минимальным счётом 1:0. После трёх подряд титулов Южной Лиги «Уимблдон» был заслуженно выбран в Профессиональную Лигу Англии вместо «Уэркингтона» в 1977 году (раньше, в отличие от нынешних времён, Лига была закрытой). Все успехи «Донс» в этот период были связаны с именем главного тренера Алена Батсфорда.

### Выход в лигу и прорыв в элиту
Сезон 1977/78 годов, ставший для «Уимблдона» дебютным в Лиге, клуб завершил на 13-м месте в 4-м дивизионе. Батсфорда на посту главного тренера сменил Дарио Гради, под руководством которого клуб добился повышения в классе. Впрочем дебют в третьем дивизионе вышел неудачным, и «Уимблдон», выиграв только 10 игр в сезоне, опустился обратно в четвёртый дивизион. В следующем году «Донс» удалось вновь подняться в 3-й дивизион, но в конце сезона президент клуба Рон Нудс покинул клуб, прихватив с собой в «Кристал Пэлас» Дарио Гради. Команду возглавил бывший ассистент Гради Дэйв Бассет. Под его началом «Уимблдон» вновь вылетел из третьего дивизиона. В дальнейшем дела в клубе пошли на лад. За два следующих года «Донс» последовательно победили в четвёртом и заняли второе место в третьем дивизионе, забив в чемпионате-1983/84 97 голов. Сезон 1984/85, ставший для «Уимблдона» дебютным во 2-м дивизионе, клуб завершил год на 12-м месте, что было признано более, чем удовлетворительным результатом.
Следующий сезон «Уимблдон» начал с разгрома «Миддлсбро» со счётом 3:0, тем самым заявив о себе как о возможном претенденте на выход в Первый дивизион (ныне — Английская Премьер-лига). В последнем мачте сезона «Донс» обыграли «Хаддерсфилд Таун» и финишировали на третьем месте, пройдя путь от четвёртого дивизиона до элиты всего за четыре года, что является рекордом английского футбола. Проиграв в гостях свой первый матч в высшем дивизионе «Манчестер Сити», «Донс» победили в следующих четырёх и 1 сентября 1986 года возглавили таблицу. В итоге клуб закончил свой дебютный в высшем дивизионе сезон на шестом месте. После этого успеха Дэйва Бассета переманил «Уотфорд». Его преемником стал бывший менеджер «Бристоль Роверс» Бобби Гоулд. Именно в те годы к «Уимблдону» приклеилось знаменитое прозвище «Банда психов» (англ. The Crazy Gang) за агрессивный и жёсткий стиль игры. Особенно выделялся будущий многолетний капитан клуба и самый знаменитый игрок в истории «Уимблдона» — Винни Джонс, который буквально наводил ужас на звёзд английской лиги.
Звездым часом «Банды психов» стал розыгрыш Кубка Англии 1987/88 годов, когда в финале оказался поверженным действующий чемпион «Ливерпуль». Решающий гол в конце первого тайма забил головой Лори Санчес, но подлинным героем стал Дэйв Бизант — первый голкипер в истории, отразивший пенальти в решающем матче Кубка Англии. Свидетелем величайшей победы «Уимблдона» стали 37 тысяч болельщиков клуба, пришедших на «Уэмбли». Единственной ложкой дёгтя стало то, что «Донс» не смогли впервые поучаствовать в Еврокубках — из-за трагедии на бельгийском стадионе Эйзель в 1985 году, где погибли 39 болельщиков, английские клубы были на 5 лет отлучены от Европейских Кубков. В чемпионате-1987/88 «Уимблдон» занял 7-е место.
В следующие два года «Донс» заканчивали чемпионат соответственно на 12-м и 8-м местах. В 1990 году Бобби Гоулда сменил Рэй Харфорд, пришедший из «Лутона». Новый тренер настоял на подписании за 300 тысяч фунтов Уоррена Бартона, который, наряду с Джоном Фашану, надел в итоге футболку сборной Англии.

### Славные 90-е
В начале 90-х первый дивизион был преобразован в премьер-лигу, в результате чего ужесточились требования, предъявляемые к стадионам. Старенький «ПлауЛейн» уже не соответствовал современным реалиям и «Уимблдону» пришлось переехать в соседний район Южного Лондона, где клуб арендовал на следующие 12 лет, принадлежащий «Кристал Пэлас» «Селхерст Парк». Там прошли далеко не самые худшие для клуба 1990-е годы.
Рэй Харфорд неожиданно ушёл в отставку в октябре 1991 года и его заменил Питер Уит, однако всего на несколько месяцев, после чего команду принял на долгие и славные годы Джо Киннир, руководивший до этого юношеской командой «Уимблдона».
Первый сезон в премьер-лиге (1992/93) начался очень тяжело — клуб подошёл к Рождеству на 3 месте с конца, однако после Нового Года «Уимблдон» воспрянул духом и финишировал на 12 месте. В следующем розыгрыше «Донс» удалось повторить своё высшее достижение — 6-е место. В те годы в команду пришёл Робби Эрл, ставший в 90-е лидером клуба.
После 9-го места в сезоне 1994/95 годов, «Уимблдон» первый и единственный раз в истории принял участие в еврокубках, но полноценным это выступление назвать никак нельзя. Во-первых, это был всего лишь Кубок Интертото, во-вторых, руководство не проявило никакого интереса к турниру, выставив даже не резервный, а молодёжный состав, за что разгневанные чиновники УЕФА наложили на «Донс» жёсткие санкции.
В конце 1995 года клуб ждал очень непростой период, когда в декабре «Уимблдон» осел на безнадёжном последнем месте, однако затем команда вновь ожила и финишировала в итоге 14-й.
Сезон 1996/97 мог стать величайшим в истории клуба. После трёх поражений на старте чемпионата «Донс» опять записали в кандидаты на вылет, но не тут то было — далее последовал великолепный отрезок, и к Новому Году «Уимблдон» подошёл в тройке лидеров, удачно выступая в обоих кубках. Весной «Банда Психов» достигла полуфиналов Кубка Лиги и Кубка Англии. К сожалению, гонка за тремя зайцами закончилась неудачно. В марте произошёл обиднейший вылет в Кубке Лиги от «Лестера», также «Донс» начали сдавать позиции в чемпионате, сделав упор на полуфинал Кубка Англии против «Челси» (последние матчив чемпионате клуб проводил полуосновным составом). Но «синие» не оставили «Уимблдону» никаких шансов, уверенно выиграв 3:0 — в итоге такая многообещающая кампания завершилась ничем.
Примечательно, что «Уимблдон», оставаясь одним из самых бедных клубов премьер-лиги, имел отличную футбольную школу, которая в те годы считалась едва ли не лучшей во всей Англии. В конце 1990-х примерно половина игроков основного состава «Донс» была подготовлена в клубной академии. Это Нил Ардли, Нил Салливан, Джэйсон Юэлл, Крис Перри, Карл Корт, Дин Блэкуэлл. Ещё несколько футболистов находились на подходе к основе. Именно благодаря прекрасной подготовке собственных кадров «Уимблдону» удавалось долгое время держаться в премьер-лиге.
Чемпионат 1997/98 получился довольно бесцветным — «Уимблдон» закончил его на 14 месте, потеряв при этом Винни Джонса, который ушёл в «Куинз Парк Рейнджерс», где вскоре закончил карьеру, выбрав небезуспешный путь актёра.
Зато следующий сезон вновь начался многообещающе. «Донс» шли в верхней части турнирной таблицы, одержав ряд ярких побед (особенно хочется отметить невероятный волевой выигрыш у «Вест Хэм Юнайтед» — 4:3, после 0:3), добрались до полуфинала Кубка Лиги, подписали у тех же «молотобойцев» отличного нападающего Джона Хартсона за рекордную сумму в 7.5 миллионов фунтов. Но вновь надеждам не суждено было сбыться. Злым гением «Донс» стал «Тоттенхэм», выбивший их из обоих кубков, но главное несчастье сезона произошло в марте 1999 года, когда Джо Киннир перенёс сердечный приступ и больше не вернулся на свой пост. Остаток чемпионата «Уимблдон» провёл отвратительно, скатившись на 16-е место.

### Падение
Новые хозяева клуба, норвежские бизнесмены, пригласили на пост главного тренера своего знаменитого соотечественника Эгила Ульсена, который добился невиданных доселе успехов с норвежской сборной. Начало чемпионата под руководством Ульсена прошло ни шатко, ни валко — команда болталась рядом с зоной вылета, однако к Новому году дела пошли на поправку, и «Уимблдон» довольно надёжно закрепился в середине таблицы, но после победы на «Лестером» 13 марта 2000 года произошло необъяснимое падение. «Донс» проиграли 8 матчей подряд, а поражение от главного соперника в борьбе за выживание «Брэдфорда» 0:3 переполнила чашу терпения руководства, и Ульсен был с позором уволен. Матч предпоследнего тура против «Астон Виллы» вселил надежду, когда Джон Хартсон сравнял счёт на 90-й минуте игры, и перед решающим туром чемпионата всё было в руках «Донс» — надо было просто выиграть в Саутгемптоне.
14 мая 2000 года до сих пор горькой занозой сидит в душах болельщиков «Уимблдона» — проигрыш 0:2, и клуб покинул премьер-лигу после 15 лет непрерывного участия в ней.

### Переезд в Милтон-Кинс и создание АФК «Уимблдон»

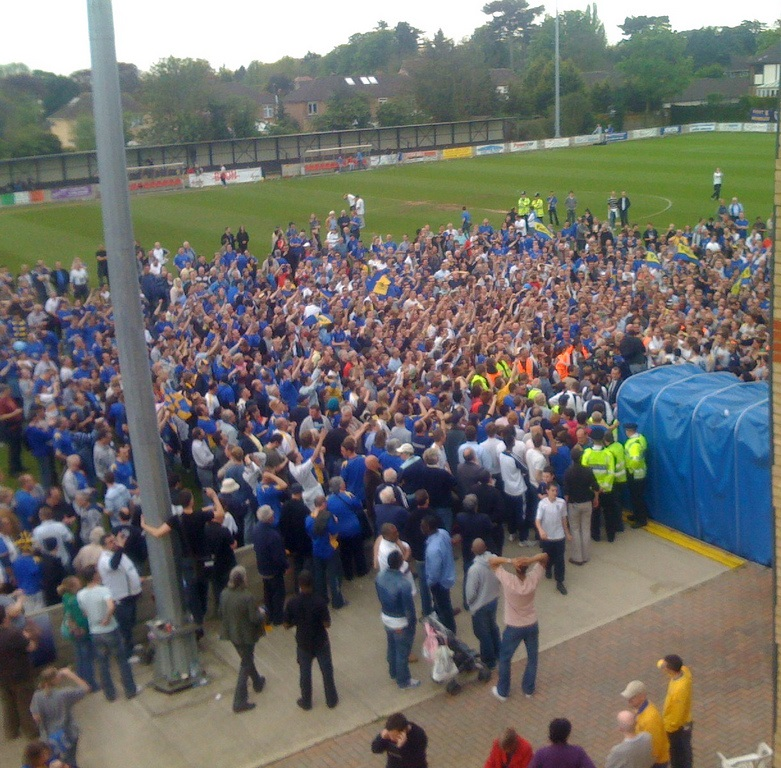
Игроки и фанаты АФК «Уимблдон» празднуют выход в Южную Конференцию в 2008 год

Следующие два сезона «Уимблдон» завершил в середине таблицы Первого дивизиона (ныне — Чемпионшип), но гораздо более грустные события происходили на другом фронте. «Уимблдон» находился в тяжелейшем финансовом положении, и летом 2002 года было объявлено о переезде клуба в Милтон-Кинс — город, находящийся в 80 км от Лондона.
Консорциум Милтон-Кинса предложил программу развития города, которая включала постройку гипермаркета, футбольного стадиона, отеля и автомобильного парка. Однако в Милтон-Кинсе не было профессионального футбольного клуба; самая высокостоящая в иерархии футбольной пирамиды команда выступала в восьмом дивизионе, и девелоперы не могли утвердить строительство стадиона на 30 тысяч мест. Консорциум принял решение импортировать футбольный клуб из другого города, местные чиновники одобрили этот план. Лидер совета Норманн Майлз сообщил, что «город должен иметь профессиональную футбольную команду». Консорциум уже пытался перевезти «Лутон Таун» за год до этого, но данное решение было блокировано Футбольной Лигой из-за того, что «каждый клуб должен оставаться в собственном районе». После этого консорциум пытался договориться о переезде с клубом из Северного Лондона «Барнет», но вновь потерпел неудачу.
На некоторое время в их поле зрения появился «Куинз Парк Рейнджерс», находящийся в администрации, но и эта попытка закончилась с тем же успехом.
Тогда консорциум вновь направил свои взгляды на «Уимблдон» и руководство клуба оказалось восприимчиво к этой идее. Хотя фанаты яростно возражали против этих планов, президент «Уимблдона» Чарльз Коппел заявил в августе 2001, что клуб намеревается переехать в другой город. Фанаты «Уимблдона» организовывали различные акции протеста, но комиссия английской Футбольной ассоциации 28 мая 2002 года вынесла вердикт об одобрении переезда.
Хотя ФА ясно дала понять, что решение окончательное и бесповоротное, это по-прежнему встречало яростное неприятие болельщиков.
Они создали летом 2002 года АФК «Уимблдон», который считают продолжателем «Уимблдона», приняв все атрибуты старого клуба (название, сине-жёлтые цвета, эмблему с двуглавым орлом).
Клуб же из Милтон-Кинса позиционирует себя, как новый, сменив название, цвета и эмблему, ни имеющие ничего общего с «Уимблдоном». Знаковое событие произошло в 2007 году, когда президент «Милтон-Кинс Донс» Питер Винкельман вернул муниципальному округу Мертон, где был основан «Уимблдон», трофеи, завоёванные клубом, в том числе и знаменитый Кубок Англии 1988.
АФК «Уимблдон», начав с самых подвалов футбольной пирамиды — 9-го дивизиона в английской иерархии, прошёл за эти годы путь до профессиональной Лиги 1 (3-й уровень).

## Символика

### Цвета
Наиболее известные и узнаваемые цвета клуба — сине-жёлтые. Первоначальные цвета были сине-белыми, хотя менялись несколько раз в следующие годы: полосатые коричнево-голубые футболки с синими шортами; зелёно-белые футболки и синие шорты; зелёные футболки и чёрные шорты; белые футболки с синими шортами и чёрно-зелёные футболки с чёрными шортами. Полностью синяя форма была утверждена в 1918 году, также на груди была вышита буква W. Начиная с 20-х годов игроки «Уимблдона» носили синие футболки с белыми рукавами и чёрные шорты с синими гетрами, пока в 50-х года чёрные шорты не были заменены на белые. Комбинация из синих футболок, синих шорт и белых гетр была введена в 1966 году, а через год форма вновь стала полностью синей. Белые гетры вернулись в 1970 году.
Сине-жёлтые цвета были впервые утверждены в 1975, но спустя сезон их сменила белая форма с вкраплениями синего и жёлтого. С 1978 по 1981 годы форма состояла из жёлтых футболок, жёлтых гетр и синих шорт. Наконец, с 1981 года окончательно введена знаменитая синяя форма с небольшим дополнением жёлтого. Лишь в 1993 году было сделано изменение, когда синий цвет стал гораздо более тёмным и следующий десяток лет «Уимблдон» был легко узнаваем по этой великолепной расцветке.
«МК Донс» выступает в бело-чёрных цветах, которые ничем не напоминают расцветку «Уимблдона».
АФК «Уимблдон» взял цвета «Уимблдона» (1981—1993).

### Эмблема
Первой эмблемой клуба был герб муниципального округа Уимблдон, которым он являлся до объединения с другими районами в округ Мертон в 1965 году. Эта эмблема с двуглавым орлом находилась на футболках «Уимблдона» с конца 1920-х до середины 50-х, но затем была удалена, пока вновь не вернулась в начале 70-х. На выборах в Футбольную Лигу клуб принял собственную эмблему, также основанную на гербе района с двуглавым орлом. А с 1981 введена знаменитая сине-жёлтая эмблема.
АФК «Уимблдон» принял старую эмблему «Уимблдона» (до 1978 года). У «МК Донс» эмблема абсолютно не похожа на герб старого клуба.

### Форма
| 1899 | 1923 — 1959 | 1959 — 1966 | 1966 — 1975 | 1975 — 1981 | 1981 — 1993 | 1993 — 2004 |

## Стадион

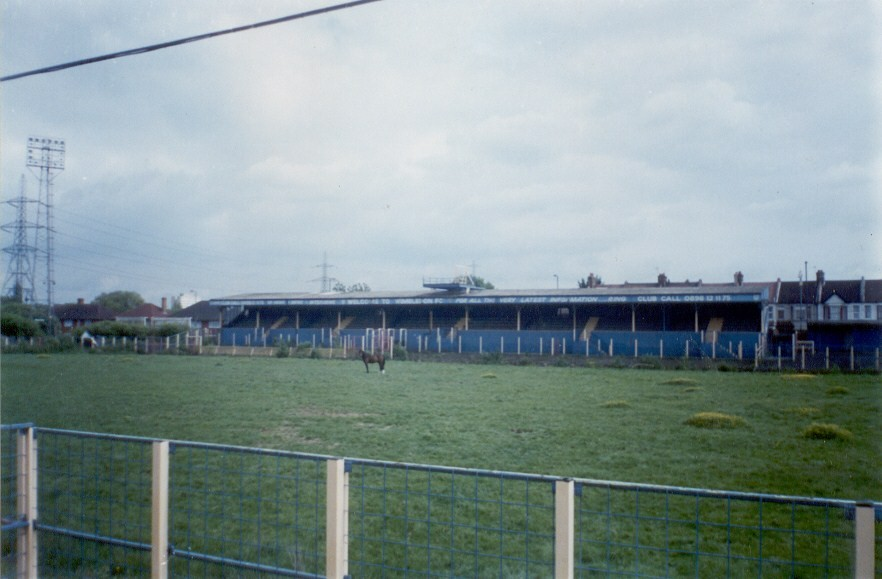
«Плау Лейн» — Стадион «Уимблдона» с 1912 по 1991 год (полностью деревянный, построенный на болотной грязи, разрушен в 2002 году)

«Уимблдон» играл на различных стадионах своего района, пока в 1912 году не переехал на новую арену «Плау Лейн». Это был уникальный, полностью деревянный стадион, построенный буквально на болотной грязи. В 1930-е и 1940-е годы посещаемость нередко достигала 10 тысяч. Самая большая аудитория присутствовала 2 марта 1935 года, когда 18.080 зрителей пришли на матч Любительского Кубка Англии против клуба «ХМС Виктория». Однако стадион был несовременным и даже после быстрого восхождения клуба в элиту английского футбола «Плау Лэйн» мало изменился с «любительских» времён клуба. Единственной модернизацией была установка освещения, впервые использованная 3 октября 1960 года в матче против «Арсенала» в кубке London Charity Cup.
Когда клуб был принят в Футбольную Лигу, «Плау Лэйн» отвечал только минимальным требованиям. А после трагедии на стадионе «Хиллсборо» в Шеффилде, Лига ввела правило, согласно которому стадионы должны быть оснащены исключительно сидячими местами.
Руководство «Уимблдона» объявило о временном переезде в соседний район на стадион «Селхерст Парк», принадлежащий «Кристал Пэлас». Из-за того, что «Плау Лэйн» находился рядом с двумя большими магистралями и также линией электропередач, его реконструкция обещала быть крайне затруднительной, но возможной. Клуб, тем временем, начал безуспешные попытки поиска нового места для постройки стадиона, пока не принял решение остаться на «Селхерст Парк».
Некоторое время «Уимблдон» успел поиграть в Милтон-Кинсе на «Национальном Хоккейном Стадионе». Пока не был окончательно переименован в «Милтон-Кинс Донс», который нынче играет на новом 22-тысячном «МК Стэдиум».
АФК «Уимблдон» выступал на небольшом стадионе «Кингсмедоу» в соседнем от Мертона районе Южного Лондона Кингстон-апон-Темс. Пока в 2020 году не был открыт новый «Плау Лейн».

## Рекорды и статистика
Рекорд по количеству матчей за «Уимблдон» удерживает Рой Лоу, который 644 раза надевал футболку клуба с 1958 по 1972 год. Рою также принадлежит рекорд по количеству матчей в чемпионате (433).
Лучшим бомбардиром в истории «Донс» является Эдди Рейнольдс, который забил 340 голов в 329 матчах между 1957 и 1966 годами. Также стоит отметить Иэна Кука, отличившегося 297 раз с 1964 по 1977. Кук находится на втором месте и по количеству игр — 615.
Больше всего мячей в Футбольной Лиге наколотил в ворота соперников Алан Корк (145 голов в 430 матчах). Корку принадлежит и рекорд сезона (29 в 1983-84). Кенни Каннингем провёл больше всех игр в майке сборной, будучи игроком «Уимблдона» — 16 игр в сборной Ирландии. Самым дорогим футболистом в истории «Донс» является валлиец Джон Хартсон, купленный в январе 1999 за 7.5 миллионов фунтов стерлинга. Карл Корт продан «Ньюкаслу» летом 2000 за 7 миллионов фунтов — это самая большая сумма полученная «Уимблдоном» за игрока.
Самой крупной победой после выхода в Лигу стал выигрыш 6:0 у «Ньюпорт Каунти» 3 сентября 1983 года. Самое крупное поражение — 0:8 от «Эвертона» 29 августа 1978.
Наибольшая беспроигрышная серия в Лиге — 22 матча с 15 января по 14 мая 1984, серия без побед — 14, с 19 марта по 28 августа 2000.
Самая большая победная серия в Лиге — 7 побед подряд с 9 апреля по 7 мая 1983.
30,115 зрителей наблюдали за матчем «Уимблдон» — «Манчестер Юнайтед» 9 мая 1993 года — это самая большая зрительская аудитория на домашнем матче «Уимблдона».

## Главные тренеры
Первым главным тренером в полном смысле слова стал в 1930 году Х.Р. Уоттс. Док Дауден был назначен в 1946, и оставался на своём посту до конца сезона 1954—1955. Лиз Хенли сменил Даудена и стал тренером «Уимблдона» на долгие 16 лет, выиграв с клубом Любительский Кубок Англии, четыре титула Истминской Лиги, перед получением статуса профессиональной команды и переходом в Южную Лигу. Однако в 1971 ушёл в отставку и его место занял Майк Эверитт, который сначала был играющим тренером.
Спустя два года Эверитт ушёл в Брентфорд и августе 1973 новым тренером назначили Дика Грэма. Однако Грэм пробыл на своём посту лишь до марта 1974. Место главного тренера оставалось вакантным до июля того же года, когда пришёл Ален Батсфорд. С ним «Уимблдон» добился невероятных успехов, трижды подряд победив в Южной Лиге.
Вскоре клуб был выбран в Футбольную Лигу. Спустя полсезона в Лиге Батсфорд покинул кресло тренера. Его сменил через три дня Дарио Гради, остававшийся во главе команды до 1981 года. На его место был назначен Дэйв Бассетт, выведший клуб в элитный дивизион перед уходом в «Уотфорд». Бобби Гоулд провёл три года, как главный тренер «Донс», выиграв Кубок Англии. После его ухода пришёл Рэй Харфорд, проведший в клубе чуть больше одного сезона. Далее назначили Питера Уита, однако всего на несколько месяцев, когда его сменил, сначала временно, а потом на постоянной основе Джо Киннир. Он пробыл на своём посту до марта 1999 года, когда перенёс инфаркт.
Летом 1999 в клуб пришёл знаменитый норвежец Ульсен, Эгиль РогерЭгил Ульсен, однако за два тура до конца его уволили, когда «Уимблдон» потерпел восемь поражений подряд. После вылета из премьер-лиги командой два сезона руководил Терри Бартон. «Уимблдон» при нём дважды заканчивал год недалеко от плей-офф, после чего Бартон был уволен. Стюарт Мердок руководил клубом до появления «МК Донс». Тренером «АФК Уимблдона» в настоящее время является Нил Ардли.
В таблице показаны тренеры «Уимблдона». Тренеры АФК «Уимблдон» здесь — Уимблдон (футбольный клуб, 2002)#Главные тренеры

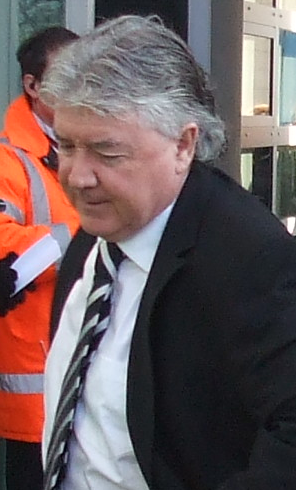
Джо Киннир — тренер «Уимблдона» с 1992 по 1999.

Статистика включает в себя только матчи Чемпионата и Кубка
| Имя            | Национальность | От              | До             | Maтчи | Поб | Ничьи | Пор | Поб % |
| -------------- | -------------- | --------------- | -------------- | ----- | --- | ----- | --- | ----- |
| Х.Р. Уоттс     | Англия         | 1930            | 1946           |       |     |       |     |       |
| Док Дауден     | Англия         | 1946            | август 1955    | 375   | 186 | 64    | 126 | 49,6  |
| Лиз Хенли      | Англия         | август 1955     | 5 апреля 1971  | 869   | 468 | 156   | 235 | 53,9  |
| Майк Эверитт   | Англия         | 5 апреля 1971   | 6 августа 1973 | 120   | 49  | 26    | 45  | 40,8  |
| Дик Грэм       | Англия         | 18 августа 1973 | 16 марта 1974  | 45    | 16  | 14    | 15  | 35,6  |
| Аллен Батсфорд | Англия         | Июль 1974       | 2 января 1978  | 231   | 131 | 51    | 49  | 56,7  |
| Дарио Гради    | Англия         | 5 января 1978   | 24 января 1981 | 171   | 63  | 47    | 61  | 36,8  |
| Дэйв Бассет    | Англия         | 31 января 1981  | 17 июня 1987   | 303   | 144 | 74    | 85  | 47,5  |
| Бобби Гоулд    | Англия         | 26 июня 1987    | 18 июня 1990   | 142   | 57  | 43    | 42  | 40,1  |
| Рэй Харфорд    | Англия         | 18 июня 1990    | 7 октября 1991 | 56    | 20  | 17    | 19  | 35,7  |
| Питер Уит      | Англия         | 7 октября 1991  | 19 января 1992 | 17    | 1   | 9     | 6   | 5,9   |
| Джо Киннир     | Ирландия       | 19 января 1992  | 9 июня 1999    | 364   | 130 | 109   | 125 | 35,7  |
| Эгил Ульсен    | Норвегия       | 9 июня 1999     | 1 мая 2000     | 43    | 11  | 12    | 20  | 25,6  |
| Терри Бартон   | Англия         | 1 мая 2000      | 25 апреля 2002 | 108   | 39  | 39    | 30  | 36,1  |

## Достижения
«Уимблдон» был очень успешным клубом даже перед выборами в Футбольную Лигу, выиграв 8 титулов Истмийской Лиги (включая три подряд с 1962 по 1964 годы) и три титула Южной Лиги (с 1975 по 1977). В активе клуба также имеется Любительский Кубок Англии и множество других кубков.
На высшем уровне «Донс» продолжали коллекционировать достижения: Самым выдающимся был выигрыш Кубка Англии 1988, который сделал «Уимблдон» всего лишь вторым клубом, завоевавшем и Кубок Англии, и Любительский Кубок Англии. Такого же достижения добился «Олд Картузианс», но это было в XIX веке.
| Турнир                         | Турнир     | Года                                                                   |
| ------------------------------ | ---------- | ---------------------------------------------------------------------- |
| 2 дивизион (сейчас Чемпионшип) | повышение  | 1985/86                                                                |
| 3 дивизион (сейчас Лига 1)     | повышение  | 1983/84                                                                |
| 4 дивизион (сейчас Лига 2)     | чемпион    | 1982/83                                                                |
| 4 дивизион (сейчас Лига 2)     | повышение  | 1978/79, 1980/81                                                       |
| Кубок Англии                   | победитель | 1988                                                                   |
| Любительский Кубок Англии      | победитель | 1963                                                                   |
| Любительский Кубок Англии      | финалист   | 1935, 1947                                                             |
| Football League Group Trophy   | финалист   | 1980/81                                                                |
| Англо-Итальянский Кубок        | финалист   | 1975/76                                                                |
| Южная лига                     | чемпион    | 1974/75, 1975/76, 1976/77                                              |
| Южная лига                     | 2-е место  | 1967/68                                                                |
| Истмийская лига                | чемпион    | 1930/31, 1931/32, 1934/35, 1935/36, 1958/59, 1961/62, 1962/63, 1963/64 |
| Истмийская лига                | 2-е место  | 1949/50, 1951/52                                                       |
| Афинская Лига                  | финалист   | 1920/21                                                                |

## Статьи
- Банда Психов (рус.)
- АФК Уимблдон — Клуб миллиона тренеров (недоступная ссылка) (рус.)